# Jonas Dinal
Jonas Dinal, né le 24 avril 1985 à Fontenay-sous-Bois, est un acteur, scénariste et réalisateur français.

## Biographie
Diplômé en électronique, c'est à la maison des jeunes de Saint-Thibault-des-Vignes, que Jonas Dinal fait ses premiers pas au théâtre en écrivant et se mettant en scène, en compagnie d'autres jeunes. 
Cette expérience amateur lui donne l'envie de se professionnaliser. Il décide alors de suivre une formation au Laboratoire de l'acteur.
En 2012, il fait partie de la promotion Talent Cannes.
Apres divers petits rôles et des cascades dans plusieurs films, c'est en 2015 qu'il joue son premier rôle important dans Sous X de Jean-Michel Correia. Puis, il se fait remarquer dans des productions telles que Terrible Jungle ou La Troisième Guerre sélectionné à la Mostra de Venise 2020.
En 2020 il interprète Abdoulaye, un des rôles principaux, dans la série Or Noir diffusée sur 6play.
En 2017 il réalise Plane, un court-métrage primé dans plusieurs festivals internationaux.

## Filmographie

### Cinéma

#### Longs métrages
- 2012 : Le Guetteur de Michele Placido : le policier à l'épicerie
- 2013 : Un p'tit gars de Ménilmontant d'Alain Minier : le premier policier
- 2013 : Les Schtroumpfs 2 (The Smurfs 2) de Raja Gosnell : le photographe de mode
- 2013 : La Confrérie des larmes de Jean-Baptiste Andrea : un membre du GIGN
- 2014 : Las Vegas Hotel de Christophe Gros-Dubois : un mauvais garçon
- 2014 : Sous X de Jean-Michel Correia : Kimbo
- 2015 : La Dernière Leçon de Pascale Pouzadoux : Didid
- 2016 : Voyoucratie de Fabrice Garçon et Kevin Ossona : le petit ami de Julie
- 2016 : Réparer les vivants de Katell Quillévéré : le chauffeur du taxi-ambulance
- 2016 : Vivegam (விவேகம்) de Siva : un espion français
- 2016 : Heis (chroniques) d'Anaïs Volpé : le frère de l'athlète
- 2018 : Joueurs de Marie Monge : un homme de main
- 2018 : Le monde est à toi de Romain Gavras : un agent de sécurité
- 2019 : Inséparables de Varante Soudjian : l'homme de main de Ferroni
- 2020 : Terrible Jungle de Hugo Bénamozig et David Caviglioli : Yaguati
- 2020 : Miss de Ruben Alves : un adhérent de la salle de boxe
- 2021 : La Troisième Guerre de Giovanni Aloi : Firmin
- 2022 : Faux départ de Gallien Guibert : José
- 2023 : Un stupéfiant Noël ! de Arthur Sanigou : Hedi
- 2024 : Sous la Seine de Xavier Gens : Adewale
- 2024 : Challenger de Varante Soudjian : Joshua Camara, champion d'Europe de boxe

#### Courts métrages
- 2012 : Qui ne saute pas de François Desagnat : Alex
- 2012 : Fuego de Thierno Diallo : Lupo
- 2012 : Dernière vie de Bouba Meyabe : le petit ami
- 2014 : Je suis fan de mon boss de Jordan Pavlik : Jonas
- 2014 : Déterminé de Jonas Dinal
- 2015 : Cohabitation de Malec Démiaro
- 2015 : Un Temps pour elle de Max Geller : Martial
- 2016 : Premier jour de Yohann Charrin : un policier
- 2016 : En taupe de Louis Hanoteau : Jonas
- 2017 : Plane[4] de Jonas Dinal : William
- 2019 : À nous de jouer de Shaan Couture
- 2019 : Rédemption de Abraham Toure et Mohamed Hamdaoui
- 2019 : Salim le fou de Julien Gonthier et Chahine Beriah : Tyson
- 2020 : Passation[5] de Matthieu Jubely : Chibuzo
- 2020 : Les Sacrifiés de Jordan Pavlik : Steve Martial
- 2020 : Etats d'armes de Loïc Jacquet : Malek
- 2021 : Sororité de Trey Fowler : Franck

### Réalisations courts métrages
- 2014 : Déterminé
- 2017 : Plane
- 2019 : Soif de vivre coréalisation avec Shaan Couture

### Scénarios courts métrages
- 2014 : Je suis fan de mon boss de Jordan Pavlik
- 2017 : Plane de Jonas Dinal
- 2019 : Soif de vivre de Shaan Couture et Jonas Dinal

### Télévision

#### Téléfilms
- 2014 : Les Fées du logis de Pascal Forneri : un inspecteur
- 2018 : Back Up ! de Christophe Gros-Dubois : le petit ami

#### Séries télévisées
- 2013 : No Limit, 1 épisode de Barthélemy Grossmann : le premier homme en noir
  - Saison 2, épisode 1 : Diamants de sang
- 2019 : Dark Stories, 2 épisodes de Guillaume Lubrano
  - Saison 1, épisode 2 : Mort mais vivant : Ernie
  - Saison 1, épisode 4 : Le festin des goules : Ghoul
- 2019 : Balthazar, 1 épisode de Jérémy Minui : l'officier de police judiciaire
  - Saison 2, épisode 6 : La dette
- 2020 : Narvalo, 1 épisode de Matthieu Longatte : le videur
  - Saison 1, épisode 8 : J'ai pris la confiance
- 2020-2023 : Or Noir[6], de Manuel Laurent et Anouar El Alami : Abdoulaye
  - 2020 - Saison 1, épisode 1
  - 2020 - Saison 1, épisode 2
  - 2020 - Saison 1, épisode 3
  - 2020 - Saison 1, épisode 4
  - 2020 - Saison 1, épisode 5
  - 2020 - Saison 1, épisode 6
  - 2020 - Saison 1, épisode 7
  - 2020 - Saison 1, épisode 8
  - 2021 - Saison 2, épisode 1
  - 2021 - Saison 2, épisode 2
  - 2021 - Saison 2, épisode 3
  - 2021 - Saison 2, épisode 4
  - 2021 - Saison 2, épisode 5
  - 2021 - Saison 2, épisode 6
  - 2021 - Saison 2, épisode 7
  - 2021 - Saison 2, épisode 8
  - 2021 - Saison 2, épisode 9
  - 2021 - Saison 2, épisode 10
- 2021 : Munch de Julien Seri : un policier
  - Saison 4, épisode 5 : Munch contre Munch

2022 : Jusqu’ici tout vas bien de Nawel Madani

### Docu-fiction
- 2021 : Secrets d'histoire, 1 épisode de  Benjamin Lehrer : Christophe
  - Toussaint Louverture: la liberté à tout prix...

## Cascadeur

### Cinéma
- 2012 : Deads Shadows de David Cholewa
- 2019 : Walter de Varante Soudjian
- 2019 : Les Misérables de Ladj Ly
- 2021 : La Fracture de Catherine Corsini

### Télévision
- 2016 : Alice Nevers, le juge est une femme
  - Saison 21, épisode 5 : Fight de Jean-Christophe Delpias
- 2017 : Profilage
  - Saison 8, épisode 6 : De chair et d'os de Simon Astier
- 2021 : Exterminate all the brutes
  - Saison 1, épisode 2 : Who the F*** is Columbus? de Raoul Peck

## Distinction
- 2017 : Prix PAMA du meilleur réalisateur au Paris Art and Movie Awards (France)[7], pour Plane